# Dugny
Dugny (franskt uttal: [dyɲi]
 ( lyssna)) är en kommun i departementet Seine-Saint-Denis i regionen Île-de-France i norra Frankrike. Kommunen ligger i kantonen La Courneuve som tillhör arrondissementet Le Raincy. År 2022 hade Dugny 11 723 invånare.

## Befolkningsutveckling
| Befolkningsutvecklingen i Dugny 1968–2021 | Befolkningsutvecklingen i Dugny 1968–2021 | Befolkningsutvecklingen i Dugny 1968–2021 | Befolkningsutvecklingen i Dugny 1968–2021 | Befolkningsutvecklingen i Dugny 1968–2021 |
| ----------------------------------------- | ----------------------------------------- | ----------------------------------------- | ----------------------------------------- | ----------------------------------------- |
|                                           |                                           |                                           |                                           |                                           |
| År                                        |                                           |                                           | Folkmängd                                 |                                           |
| 1968                                      | 1968                                      |                                           | 7 891                                     |                                           |
| 1975                                      | 1975                                      |                                           | 8 094                                     |                                           |
| 1982                                      | 1982                                      |                                           | 8 451                                     |                                           |
| 1990                                      | 1990                                      |                                           | 8 361                                     |                                           |
| 1999                                      | 1999                                      |                                           | 8 641                                     |                                           |
| 2007                                      | 2007                                      |                                           | 10 439                                    |                                           |
| 2015                                      | 2015                                      |                                           | 10 505                                    |                                           |
| 2021                                      | 2021                                      |                                           | 11 328                                    |                                           |